# 馬克·希恩
馬克·安東尼·希恩（英語：Mark Anthony Sheehan，1976年10月29日—2023年4月14日）是一名愛爾蘭音樂家、歌手、作曲家和唱片製作人。1996年至2001年，他是Mytown樂團的成員。2001年，他與丹尼·歐唐納共同創立另類搖滾樂團手創樂團並擔任吉他手。

## 早期生活
希恩出生在都柏林自由區，父母是雷切爾·希恩（Rachel Sheehan）和傑拉爾德·希恩（Gerald Sheehan）。

## 職業生涯
希恩和手創樂團成員丹尼·歐唐納曾是男孩樂團Mytown的成員，他們由埃蒙·馬奎爾（Eamonn Maguire）管理，並與紐約的環球唱片公司簽約。希恩和歐唐納都參與了彼得·安德烈專輯《The Long Road Back》中兩首歌曲的製作，名字是〈M.A.D.Notes〉，之後他們開始了自己的音樂生涯。

## 個人生活
希恩與里娜·希恩（Rina Sheehan）結婚，他們有三個孩子。
2023年4月14日，希恩在短暫的、未公開的疾病之後在一家醫院去世，享年46歲。